# Теорема Пайерлса
Теорема Пайерлса — теорема квантовой статистической физики. Сформулирована и доказана Рудольфом Пайерлсом в 1930 году.

## Формулировка
Пусть {\displaystyle H} есть эрмитов оператор Гамильтона квантовой системы, {\displaystyle \left\{\Phi _{n}\right\}} есть произвольная ортонормированная совокупность волновых функций системы, {\displaystyle Q} - статистическая сумма. Тогда справедливо неравенство:
{\displaystyle Q\geqslant \sum _{n}e^{-\beta (\Phi _{n},H\Phi _{n})}(1)}
Равенство имеет место в том случае, когда {\displaystyle \left\{\Phi _{n}\right\}} есть полная система собственных функций оператора {\displaystyle H}.

## Доказательство
Пусть {\displaystyle \left\{\Phi _{n}\right\}} есть полная система ортонормированных волновых функций, удовлетворяющих граничным условиям и требованиям симметрии задачи. Тогда статистическая сумма {\displaystyle Q} удовлетворяет тождеству 
{\displaystyle Q\equiv \sum _{n}(\Phi _{n},e^{-\beta (\Phi _{n},H\Phi _{n})})}.
Перепишем доказываемое равенство {\displaystyle (1)} в виде:
{\displaystyle Q\geqslant q},
где
{\displaystyle q\equiv \sum _{n}e^{-\beta (\Phi _{n},H\Phi _{n})}}
Пусть {\displaystyle \Psi _{n}} есть полная система ортонормированных собственных функций оператора {\displaystyle H}:
{\displaystyle H\Psi _{n}=E_{n}\Psi _{n}}.
Поскольку оператор {\displaystyle H} эрмитов, собственные значения {\displaystyle E_{n}} действительны. Существует унитарное преобразование {\displaystyle S_{nm}}, переводящее {\displaystyle \left\{\Psi _{n}\right\}} в {\displaystyle \left\{\Phi _{n}\right\}}:
{\displaystyle \Phi _{n}=\sum _{m}S_{nm}\Psi _{m}},
где {\displaystyle \left\{S_{nm}\right\}} - совокупность комплексных чисел, удовлетворяющих условию:
{\displaystyle \sum _{l}S_{ln}^{*}S_{lm}=\sum _{l}S_{nl}^{*}S_{ml}=\delta _{nm}}.
Поэтому
{\displaystyle Q=\sum _{n}(\Phi _{n},e^{-\beta H}\Phi _{n})=\sum _{n}(\Psi _{n},e^{-\beta H}\Psi _{n})=\sum _{n}e^{-\beta E_{n}}}.
Справедливо уравнение:
{\displaystyle Q-q=\sum _{n}\left(\sum _{l}|S_{nl}|^{2}e^{-\beta E_{l}}-e^{-\beta \sum _{l}|S_{nl}|^{2}E_{l}}\right)(2)}.
Для любого {\displaystyle n} следующие выражения удовлетворяют требованиям леммы:
{\displaystyle {\overline {E}}\equiv \sum _{l}|S_{nl}|^{2}E_{l}},
{\displaystyle {\overline {f(E)}}\equiv \sum _{l}|S_{nl}|^{2}e^{-\beta E_{l}}}.
В уравнении {\displaystyle (2)} каждый член суммы имеет вид {\displaystyle {\overline {f(E)}}-f({\overline {E}})} и согласно лемме положителен. Поэтому и вся сумма {\displaystyle Q-q\geqslant 0}, что завершает доказательство теоремы.

## Лемма
Пусть {\displaystyle \left\{x_{n}\right\}} есть совокупность действительных чисел, {\displaystyle \left\{c_{n}\right\}} есть совокупность действительных чисел, удовлетворяющих условиям {\displaystyle c_{n}\geqslant 0} и {\displaystyle \sum _{n}c_{n}=1}, {\displaystyle \backprime f''(x)\geqslant 0}. Обозначим по определению {\displaystyle {\overline {f(x)}}\equiv \sum _{n}c_{n}f(x_{n})} для любой функции {\displaystyle f(x)}. Тогда выполняется неравенство:
{\displaystyle {\overline {f(x)}}\geqslant f({\overline {x}})}. 
По теореме о среднем значении:
{\displaystyle f(x)=f({\overline {x}})+(x-{\overline {x}})f'({\overline {x}})+{\frac {1}{2}}(x-{\overline {x}})^{2}f''(x_{1})}, где {\displaystyle x_{1}} - фиксированное действительное число. 
Используя условие {\displaystyle \sum _{n}c_{n}=1} получаем:
{\displaystyle {\overline {f(x)}}=f({\overline {x}})+{\frac {1}{2}}{\overline {(x-{\overline {x}})^{2}}}f''(x_{1})}.
Второй член здесь не отрицателен, потому что {\displaystyle c_{n}\geqslant 0} и {\displaystyle f''(x)\geqslant 0}.
Лемма доказана.